# Friedrich Silcher

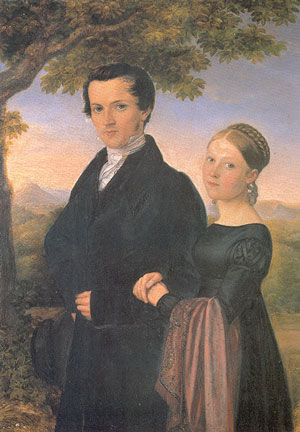
Friedrich Silcher, Hochzeitsbild von Christoph Friedrich Dörr, um 1822

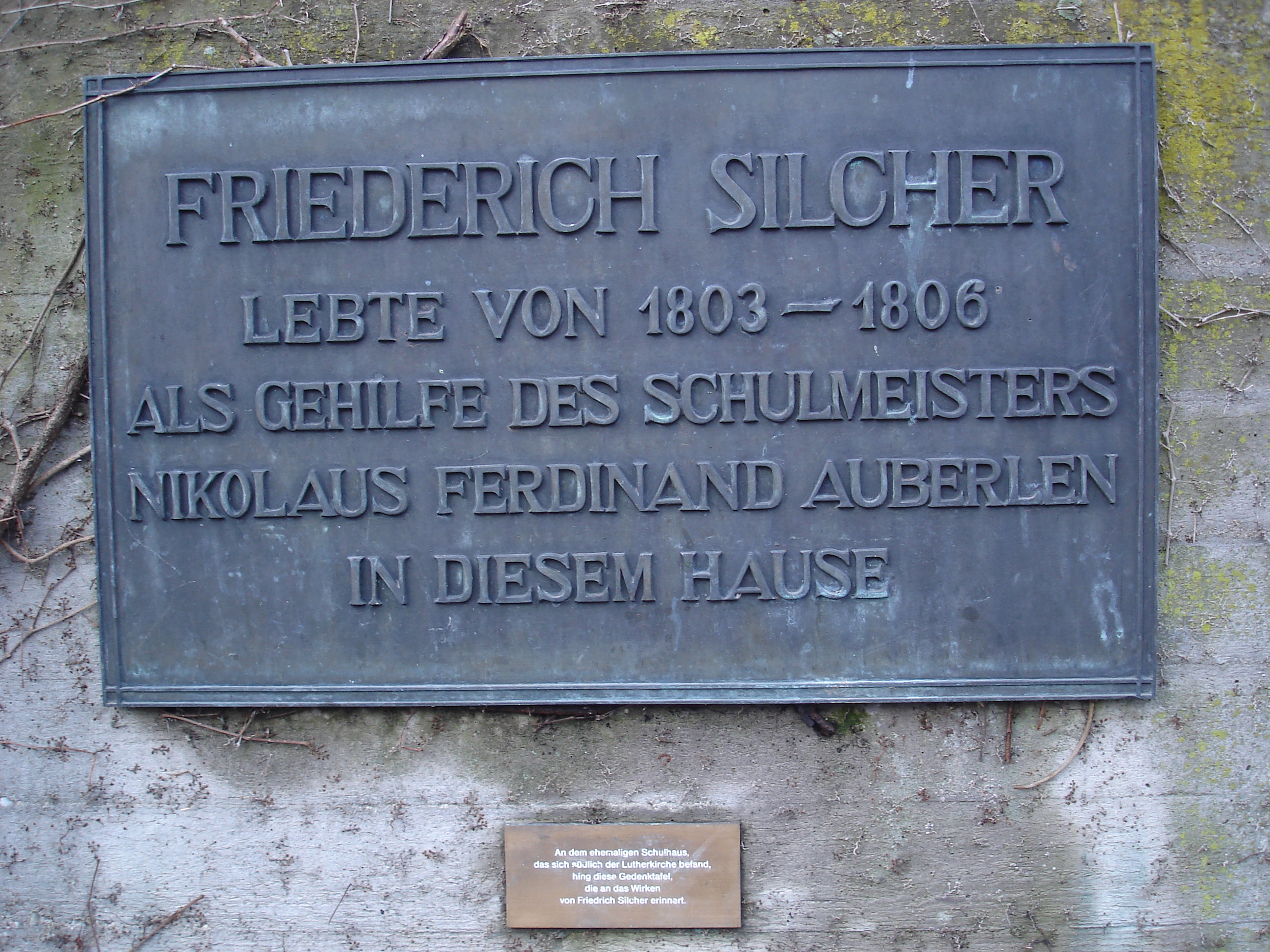
Gedenktafel in Fellbach

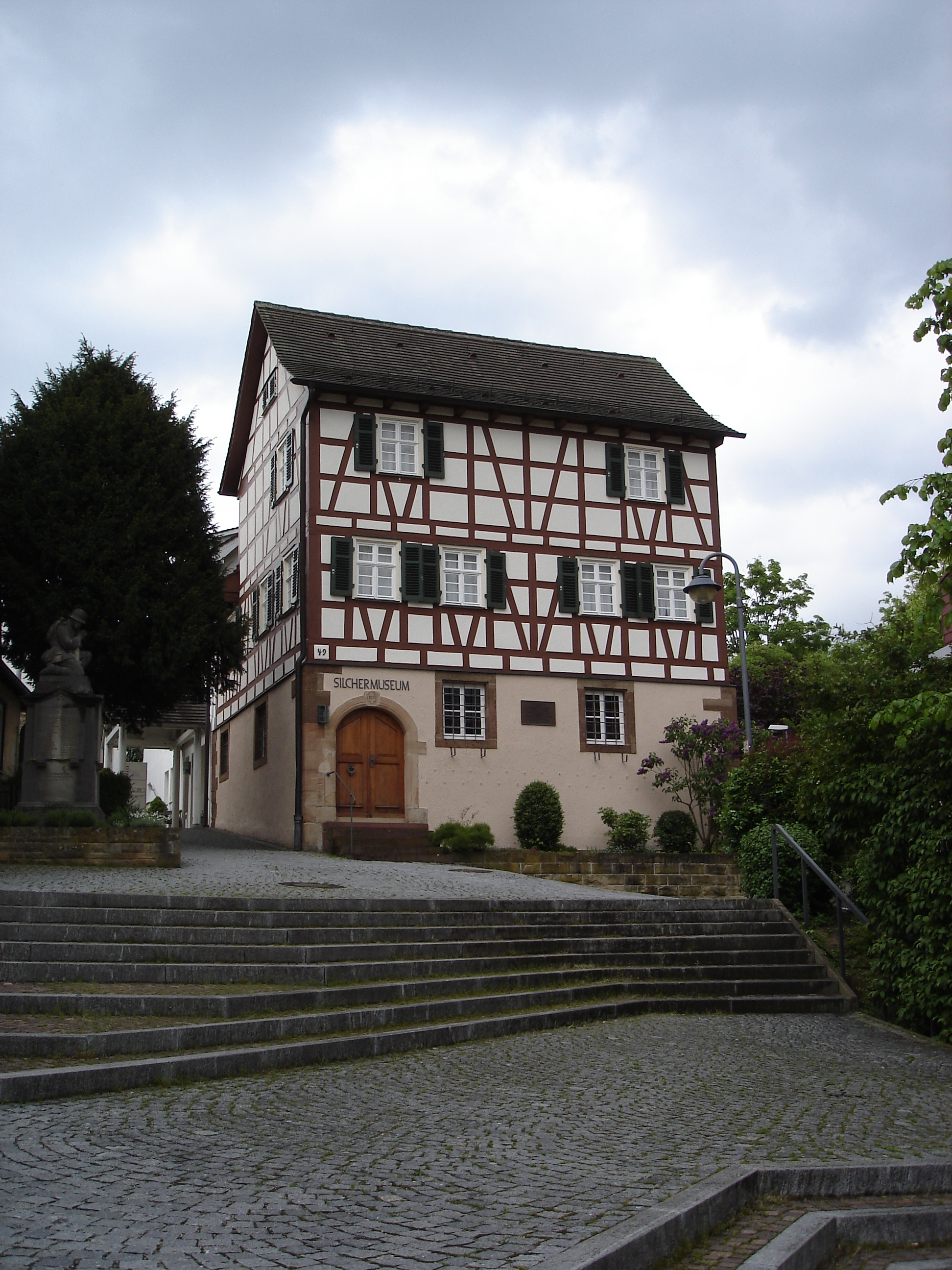
Silchers Geburtshaus in Schnait, bis 2023 Silcher-Museum

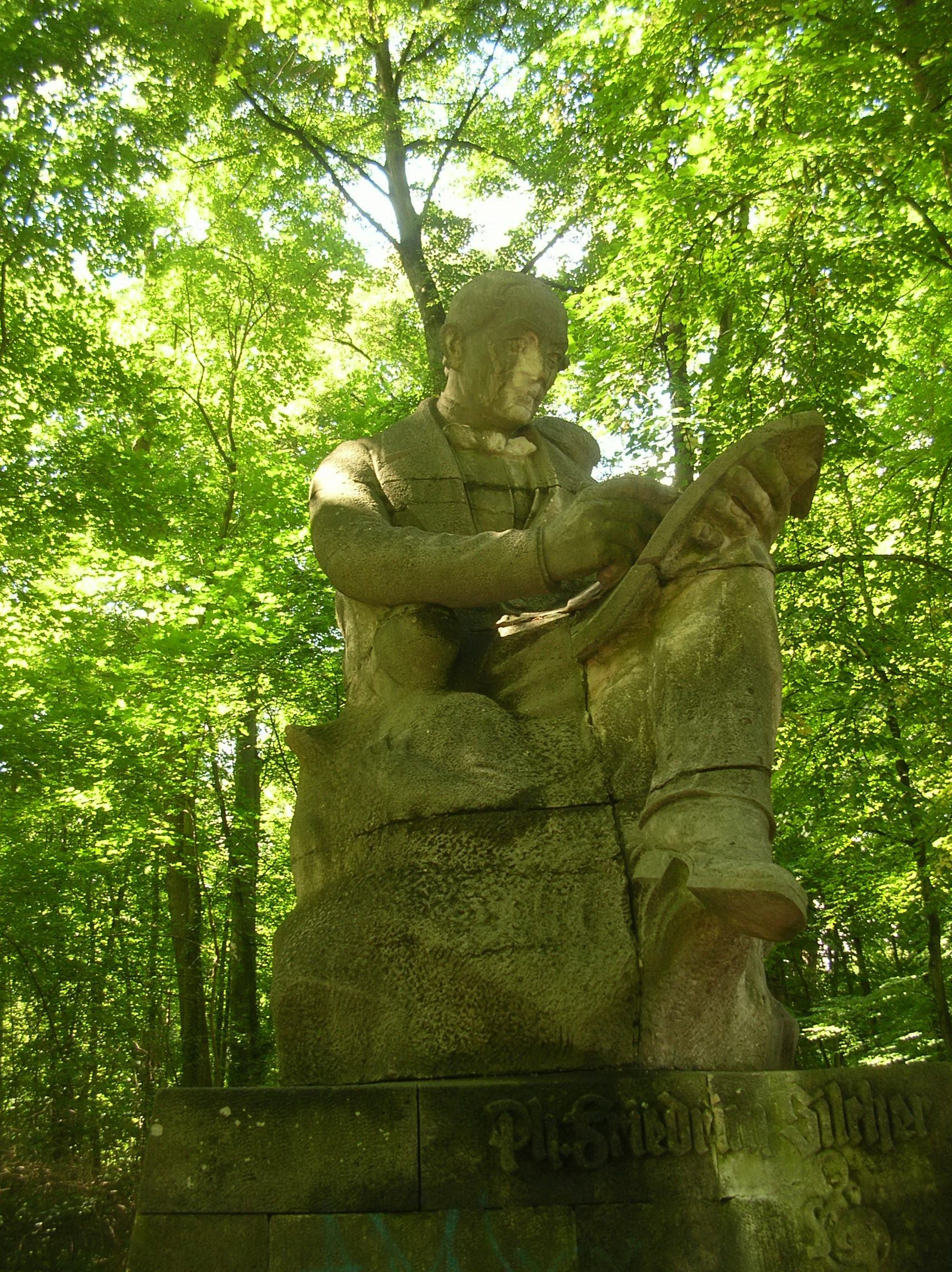
Silcher-Denkmal in der Platanenallee in Tübingen

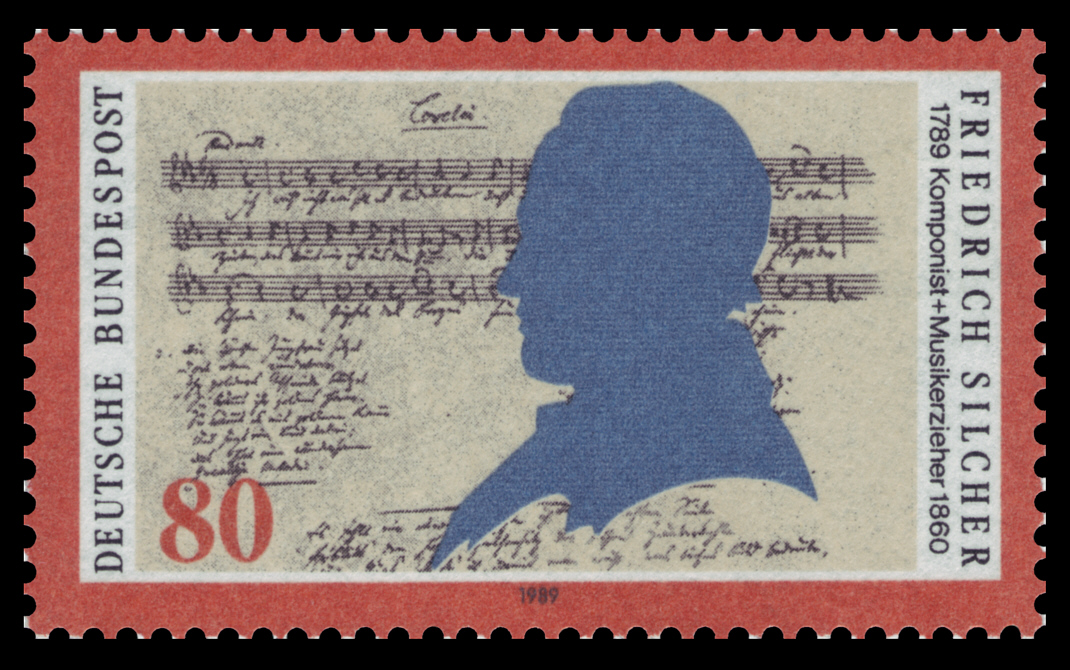
200. Geburtstag von Friedrich Silcher: Sonderbriefmarke der Deutschen Bundespost von 1989

Philipp Friedrich Silcher (auch Friederich; * 27. Juni 1789 in Schnait; † 26. August 1860 in Tübingen) war ein deutscher Komponist und Musikpädagoge, der hauptsächlich aufgrund seiner Lieder bekannt ist. Er war einer der bedeutendsten Komponisten und Liedersammler deutscher Volkslieder.

## Leben
Philipp Friedrich Silcher wurde im Schulhaus von Schnait im Remstal als Sohn des Schulmeisters Karl Johann Silcher geboren. Im Jahr 1803 ging er als Lehrjunge nach Geradstetten. 1806 erhielt er in Fellbach bei Stuttgart beim Lehrer und Organisten Nikolaus Ferdinand Auberlen, der ein guter Musiker und geschätzter Bearbeiter von Männerchören war, als „Schulknecht“ eine Lehrstelle und sammelte wichtige musiktheoretische und -praktische Erfahrungen.
Im Jahre 1806 kam er als Lehrgehilfe nach Schorndorf, wo er außerdem Hauslehrer des Kreishauptmanns Freiherr Joseph Friedrich Anton von Berlichingen wurde. Als dieser 1809 nach Ludwigsburg übersiedelte, verschaffte er Silcher an der Ludwigsburger Mädchenschule eine Anstellung. Ludwigsburg war Sommerresidenz König Friedrichs von Württemberg (bis 1803 Herzog, bis 1806 Kurfürst), weshalb sich dort auch Conradin Kreutzer aufhielt, der Silcher empfahl, Musik als Lebensaufgabe zu wählen. So widmete sich Silcher auf dem Seminar in Ludwigsburg ganz der Musik, erhielt Unterricht in Klavier und Komposition von Conradin Kreutzer und Johann Nepomuk Hummel.
Kurz nachdem Kreutzer nach Stuttgart verzogen war, folgte ihm Silcher und wurde Musiklehrer. Während seines zweijährigen Aufenthalts wohnte er bei dem Pianofortefabrikanten Johann Lorenz Schiedmayer (1786–1860) und wandte sich in dieser Zeit besonders der Musik Mozarts zu.
Silcher wirkte ab 1817 als erster Musikdirektor an der Eberhard-Karls-Universität Tübingen. Bis zu seinem Tod wohnte Silcher im Ende 1818 fertiggestellten Haus in der Wilhelmstraße 1 (Ecke Grabenstraße – heute Am Stadtgraben), an dem später eine Gedenktafel angebracht wurde.
Im Jahr 1822 heiratete Silcher Luise Rosine Enßlin (* 6. September 1804 in Tübingen; † 17. Juni 1871 ebenda). Aus der Ehe gingen zwei Töchter und ein Sohn hervor.
Silcher gilt als einer der wichtigsten Protagonisten des Chorgesangs (siehe Gesangverein) und arrangierte zahlreiche Chorsätze von deutschen und internationalen Volksliedern, die heute noch zum Grundrepertoire vieler Gesangvereine gehören und in den folgenden Generationen Allgemeingut geworden sind. Silcher selbst begründete 1829 die „Akademische Liedertafel“ in Tübingen und leitete sie bis zu seinem Tod am 26. August 1860. Er ist auf dem alten Tübinger Stadtfriedhof begraben.
Das Geburtshaus Silchers diente als Gedenkstätte und Museum, dessen Mittelpunkt dem Leben und Wirken dieses schwäbischen Musikers gewidmet war. Unterhalten wurde das Museum vom Schwäbischen Chorverband. Dieses Museum ist seit Mitte Januar 2023 dauerhaft geschlossen.

## Würdigungen
In Tübingen wurde bereits 1873 das erste Silcher-Denkmal in Form eines Obelisken an der Rückseite der Neuen Aula aufgestellt. Im Zuge der nationalsozialistischen Vereinnahmung des Heimatguts wurde dieses Denkmal 1939–1941 durch ein monumentales Denkmal zum 150. Geburtstag des Komponisten ersetzt.
Der Chorleiter und Musikhistoriker Hermann Josef Dahmen (1910–1991) war ein großer Silcher-Verehrer. Er verfasste mehrere Bücher – Biografien, Werkausgaben, Werkverzeichnisse – über und zu Silcher, arrangierte seine Lieder, nahm sie als Chorgesang auf Schallplatten auf und gründete das Silcher-Archiv in Schnait.
Die Rebsorte Silcher ist nach Friedrich Silcher benannt.
Die Grundschule in Weinstadt-Endersbach sowie die Grundschule in Stuttgart-Rot (Schwabbacher Straße) führen jeweils den Namen Silcherschule. Weitere Silcherschulen gibt es unter anderem in Tübingen, Fellbach, Heilbronn, Heidenheim, Eislingen/Fils, Esslingen, Ludwigsburg, Kornwestheim und Östringen.
Nach Silcher wurden zudem zahlreiche Straßen, Wege und Plätze benannt. Alleine in Baden-Württemberg gibt es im Jahr 2023 insgesamt 351 Silcherstraßen, 112 Silcherwege, zwei Silcherplätze,  eine Silcherstaffel und eine Silcherallee sowie 17 Friedrich-Silcher-Straßen und fünf Friedrich-Silcher-Wege. Damit hat fast jede zweite der 1101 Gemeinden eine nach Friedrich Silcher benannte Verkehrsfläche.

## Werk
Silcher hat sich namentlich durch sein Dreistimmiges württembergisches Choralbuch verdient gemacht sowie durch eine große Zahl von Liedern. Einige davon sind volkstümlich geworden, etwa die Vertonungen des Loreley-Lieds von Heinrich Heine und von Simon Dachs Anke van Tharaw in der hochdeutschen Fassung Johann Gottfried Herders. Darüber hinaus hat er eine Harmonie- und Kompositionslehre (2. Auflage Tübingen 1859) hinterlassen.

### Ausgewählte Lieder
- Abschied
- Abschied des Handwerksgesellen
- Abschiedsgruß
- Ach, ach, ich armes Klosterfräulein
- Ach du klarblauer Himmel
- Ach, wie ist’s möglich dann (Chorsatz)
- Ade, du liebes Städtchen
- Alle Jahre wieder (1842)
- Alleweil ka(nn) mer net lustig sei(n)
- Altdeutsches Grablied
- Am Neckar
- An die Treulose
- Ännchen von Tharau
- Bin i net a bürschle auf der Welt?
- Burschenlust
- Das Finkenrätsel
- Das Klosterfräulein
- Das Lieben bringt groß’ Freud’
- Das Waldhorn
- Der Lindenbaum (Am Brunnen vor dem Tore; Bearbeitung der Komposition von Franz Schubert)
- Der Mai ist gekommen
- Der Soldat
- Der Wanderer
- Die Auserwählte
- Die drei Röselein
- Die Lorelei
- Die Trauernde
- Die traurige Bua
- Drunten im Unterland
- Du bist die schönste aller Gaben
- Durch’s Wiesetal gang i jetzt na
- E bissele Lieb’ und e bissele Treu
- Ehrenvoll ist er gefallen
- Ein Bursch und Mägdlein flink und schön
- Ein König ist der Wein!
- Ein Sträußchen am Hute
- Es fliegt manch Vöglein in das Nest
- Es geht bei gedämpfter Trommel Klang
- Es gfallt mer nummen eini
- Frisch gesungen (Hab’ oft im Kreise der Lieben…)
- Frühlingsglaube
- Gut Nacht, gut Nacht mein feines Kind
- Hans und Verene
- Heilig
- Heimliche Liebe
- Herber Abschied
- Herzensweh
- Herzerl, was kränkt dich so sehr
- Hirtenliebe
- Hoffe das Beste
- Ich ging einmal spazieren, spazieren
- Ich habe den Frühling gesehen
- Ich hatt’ einen Kameraden
- Im Maien, im Maien blüh’n süße Blümelein
- In der Ferne
- Jetzt gang i ans Brünnele
- Juchhei, dich muß ich haben
- Kein Feuer, keine Kohle
- Klage
- Komm mit mir ins Tale
- Kommt Kinder, laßt uns gehen gen Bethlehem
- Lebewohl
- Liebesscherz
- Lorelei (Ich weiß nicht, was soll es bedeuten)
- Mädele, ruck ruck, ruck an meine rechte Seite
- Maidle, laß dir was verzähle
- Mei Maidle hot e G’sichtle
- Mei Mutter mag mi net
- Mein eigen soll sie sein
- Meiner Heimath Berge dunkeln
- Mein Herzlein thut mir gar zu weh!
- Mir ist’s zu wohl ergangen
- Morgen muß ich fort von hier
- Morgen müssen wir verreisen
- Morgenrot, Morgenrot, leuchtest mir zum frühen Tod?
- Muss i denn, muss i denn zum Städtele hinaus
- Nun leb’ wohl, du kleine Gasse
- Nur du allein
- O Maidle, du bist mein Morgenstern
- O wie herbe ist das Scheiden
- Oberschwäbisches Tanzliedchen
- Rosestock, Holderblüt
- Rosmarin und Salbeiblättlein
- Sanctus
- Schifferlied (Es löscht das Meer die Sonne aus)
- Schottischer Bardenchor
- Schwäbisches Liebesliedchen
- ’s Herz
- Soll’s alte Herz vergessen sein
- So leb denn wohl, du stilles Haus
- So nimm denn meine Hände (Textunterlegung postum)
- Stumm schläft der Sänger
- Süß’ Liebe liebt den Mai
- Tanzlied
- Unterländers Heimweh
- Untreue (In einem kühlen Grunde)
- Vögele im Tannenwald
- Vöglein im hohen Baum
- Vom Frühjohr
- Von allen den Mädchen, so blink und so blank
- Was hab ich denn meinem Feinsliebchen getan?
- Was ist das doch ein holdes Kind
- Weil ich Jesu Schäflein bin
- Weinlied
- Wenn alle Brünnlein fließen
- Werbung
- Wie die Blümlein draußen zittern
- Wie han i doch so gern die Zeit
- Wie lieblich schallt durch Busch und Wald
- Wir wollen ihm die Krippe schmücken
- Wo a kleins Hüttle steht
- Wohin mit der Freud?
- Wonne des Liebenden
- Zu dir zieht’s mi hin
- Zu End’!

### Orchesterwerke
- Ouverture in c-Moll
- Ouverture in Es-Dur

### Ausgewählte Kammermusik
- Variationen für das Pianoforte über das Volkslied „In einem kühlen Grunde“
- Divertissement für Flöte und Klavier aus dem „Freischütz“ von C. M. v. Weber
- Variationen über „Nel cor più mi sento“ für Flöte und Klavier

### Ausgewählte Motetten
Sechs vierstimmige Hymnen oder Figuralgesänge, op. 9, darin enthalten
- Ehre sei Gott in der Höhe
- Schau hin nach Golgatha
- Weihnachtsmotette („Es waren Hirten zu Bethlehem“)

### Weitere Werke
- Kurzgefaßte Gesanglehre für Volksschulen und Singchöre. Zweite verbesserte Auflage. H. Laub, Tübingen 1853.
- Hermann und Moritz Schauenburg (Hrsg.), Fr. Silcher und Fr. Erk (musikalische Redaktion): Allgemeines Deutsches Commersbuch. Schauenburg, Lahr 1858 (Digitalisierte Ausgabe der 11. Auflage 1867 der Universitäts- und Landesbibliothek Düsseldorf).